# Micropterix erctella
Micropterix erctella là một loài bướm đêm thuộc họ Micropterigidae. Nó được Walsingham, Lord Thomas de Grey, mô tả năm 1919. Nó được tìm thấy ở Sicilia.
Sải cánh dài khoảng 7 mm đối với con đực và 6 mm đối với con cái.